# Abbys flygande skola för feer
Abbys flygande skola för feer, orig. Abby's Flying Fairy School, är en CGI-animerad tv-serie från 2009 för barn i förskoleåldern, som visas på SVT. Den visas även på Finlands tv-kanal Yle, där under namnet Annis älvaskola (Annin keijukoulu på finska).
Huvudfigurer är den unga fén Abby Cadabby (hennes namn är en lek med ordet "abrakadabra"), som ursprungligen är från serien Sesame Street, och hennes klasskamrater på féskolan Gothian (orig. Gonnigan) och Blögg, samt lärarinnan fröken Glitternos, orig. Mrs. Sparklenose.